# 涂家乡
涂加乡，是中华人民共和国四川省眉山市仁寿县曾经下辖的一个乡。2019年12月，撤销涂家乡，将其所属行政区域划归汪洋镇管辖。

## 行政区划
涂加乡撤销前下辖以下地区：
永裕村、大雅村、孙坡村、田中村、凉水村、红日村、田弯村和千山村。